# Бураєвська сільська рада
Бура́євська сільська рада (рос. Бураевский сельский совет) — муніципальне утворення у складі Бураєвського району Башкортостану, Росія. Адміністративний центр — село Бураєво.

## Населення
Населення — 10303 особи (2019, 10089 в 2010, 9611 в 2002).

## Склад
До складу поселення входять такі населені пункти:
| Населений пункт     | Населення, осіб (2002) | Населення, осіб (2010) |
| ------------------- | ---------------------- | ---------------------- |
| Бікзян, присілок    | 228                    | 183                    |
| Бураєво, село       | 8946                   | 9522                   |
| Дюсметово, присілок | 122                    | 96                     |
| Шабаєво, присілок   | 281                    | 273                    |
| Шуняково, присілок  | 34                     | 15                     |